# Volker Geißel

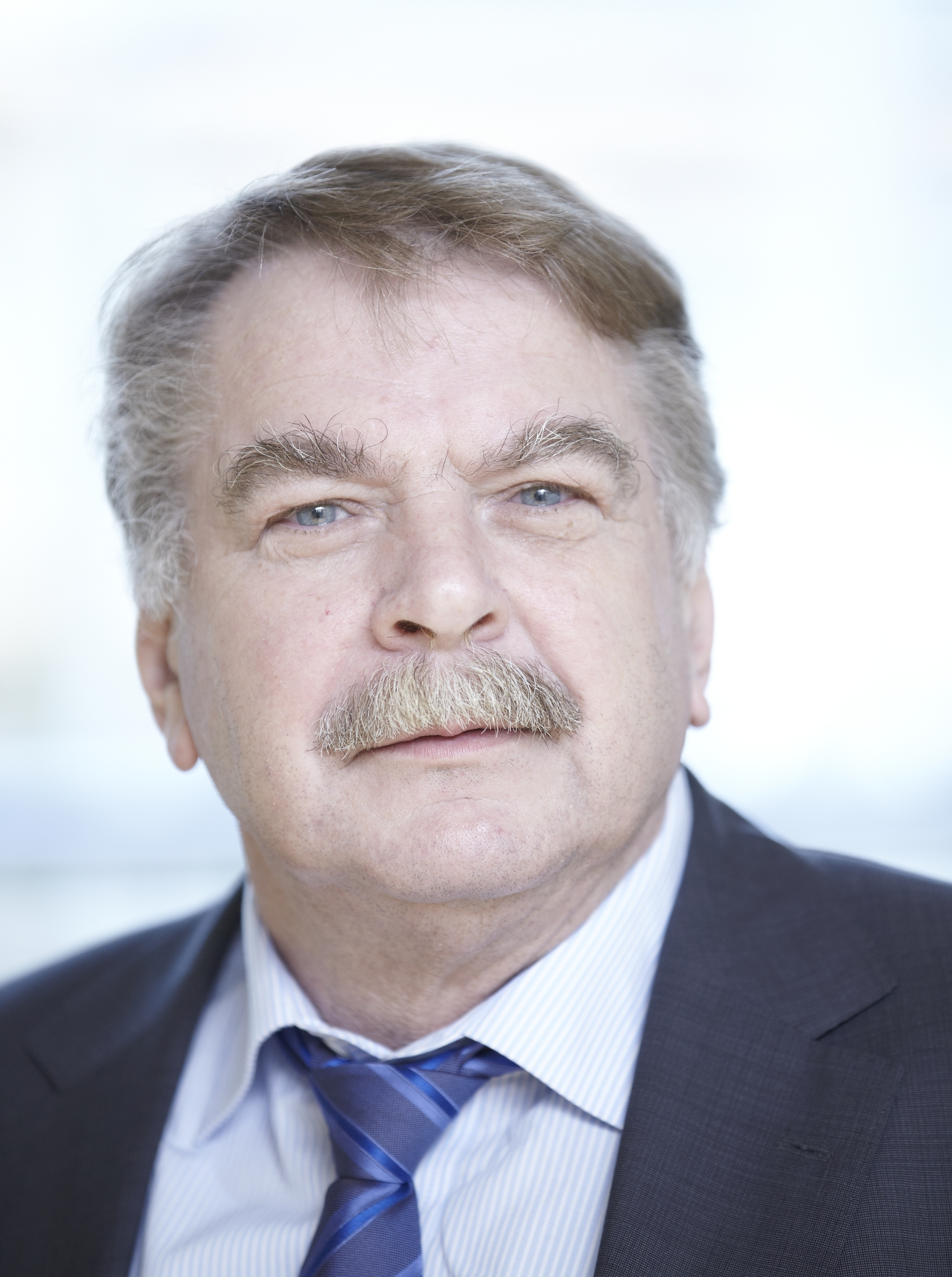
Volker Geißel

Volker Geißel (* 16. November 1946 in Hamburg; † 14. August 2024) war ein deutscher Diplom-Volkswirt. Der Sohn von Ludwig Geißel war Geschäftsführer des Diakonie-Klinikums Stuttgart und des Evangelischen Bildungszentrums für Gesundheitsberufe Stuttgart.

## Wirken
Von 1992 bis 2012 war Volker Geißel Verwaltungsdirektor in der Evangelischen Diakonissenanstalt Stuttgart und Geschäftsführer des Diakonissenkrankenhauses. Er war an der Gründung der Diakonie-Klinikum Stuttgart Diakonissenkrankenhaus und Paulinenhilfe gGmbH am 18. Dezember 2000 beteiligt und wurde im Jahr 2003 deren erster Geschäftsführer.
Geißel führte die drei evangelischen Krankenpflegeschulen in Stuttgart zusammen und gründete das Evangelische Bildungszentrum für Gesundheitsberufe Stuttgart (EBZ), dessen Geschäftsführer er von 2003 bis 2016 war.
Im Jahr 2004 wurde er zweites stellvertretendes Mitglied der Landesschiedsstelle der Baden-Württembergischen Krankenhausgesellschaft BWKG. Im BWKG-Fachausschuss für Pflegeeinrichtungen war er bis 2010 stellvertretender Vorstandsvorsitzender.
2005 wurde er in die Expertenkommission des Landeskrankenhausausschusses berufen. Er war ebenso Geschäftsführer des Evangelischen Krankenhausverbandes Baden-Württemberg.
Seit 2011 war er Vorsitzender des Fördervereins des Diakonie-Klinikums Stuttgart.
Am 23. Januar 2019 wurde ihm vom Esslinger Landrat Heinz Eininger im Auftrag von Ministerpräsident Winfried Kretschmann die Staufermedaille verliehen als Dank für seine innovative und ideenreiche Weiterentwicklung der Krankenhauslandschaft in Stuttgart und Baden-Württemberg.